# Monte (Fafe)
Monte ist ein Ort und eine ehemalige Gemeinde (Freguesia) im Norden Portugals.
Monte gehört zum Kreis Fafe im Distrikt Braga. Die Gemeinde hatte eine Fläche von 9,6 km² und 308 Einwohner (Stand 30. Juni 2011).
Am 29. September 2013 wurden die Gemeinden Monte und Queimadela zur neuen Gemeinde União das Freguesias de Monte e Queimadela zusammengeschlossen.